# Перечин (станція)
Перечин — проміжна залізнична станція Ужгородської дирекції Львівської залізниці на електрифікованій лінії Самбір — Чоп між станціями Дубриничі (10 км) та Кам'яниця (8 км). Розташована на південно-східній околиці міста Перечин Ужгородського району Закарпатської області.

## Історія
Станція відкрита 1893 року в складі дільниці Ужгород — Великий Березний під такою ж назвою.
У 1968 році електрифікована постійним струмом (=3 кВ) в складі дільниці Самбір — Чоп.
3 вересня 2024 року на станції Перечин відбулося загорання на даху одного з вагонів приміського електропоїзда ЕР2-1029. Пасажири електропоїзда, які були всередині, евакуювались самостійно. Для ліквідації пожежі було залучено три одиниці техніки від 3-ї та 7-ї державних пожежно-рятувальних частин міста Ужгород та Перечин. О 17:15 пожежу було локалізувано на площі 68 м² та о 17:54 ліквідувано остаточно. Постраждалих внаслідок події не було.

## Пасажирське сполучення
На станції Перечин зупиняються приміські електропоїзди сполученням Сянки — Мукачево та нічний швидкий поїзд № 59/60 Київ — Чоп.